# Сфера на Венеційському курорті
Сфера на Венеційському курорті, також просто Сфера — це сферична музично-розважальна арена в місті Парадайз (частина агломерації Лас-Вегаса), штат Невада, США. Розташована поблизу бульвару Лас-Вегас-Стріп і на схід від Венеційського курорту. Проєкт споруди, розроблений компанією Populous, був анонсований компанією Madison Square Garden у 2018 році. Будівництво тривало з 2019 по 2023 рік. Обслуговуванням сфери та організацією заходів у ній займається студія Sphere Studios.
Це найбільша сферична будівля у світі, головна особливість якої полягає в тому, що зовнішня поверхня вкрита світлодіодними дисплеями, на яких можуть відтворюватися різноманітні зображення. Всередині розташована зала, стіни та стеля якої також вкриті дисплеями.

## Архітектура

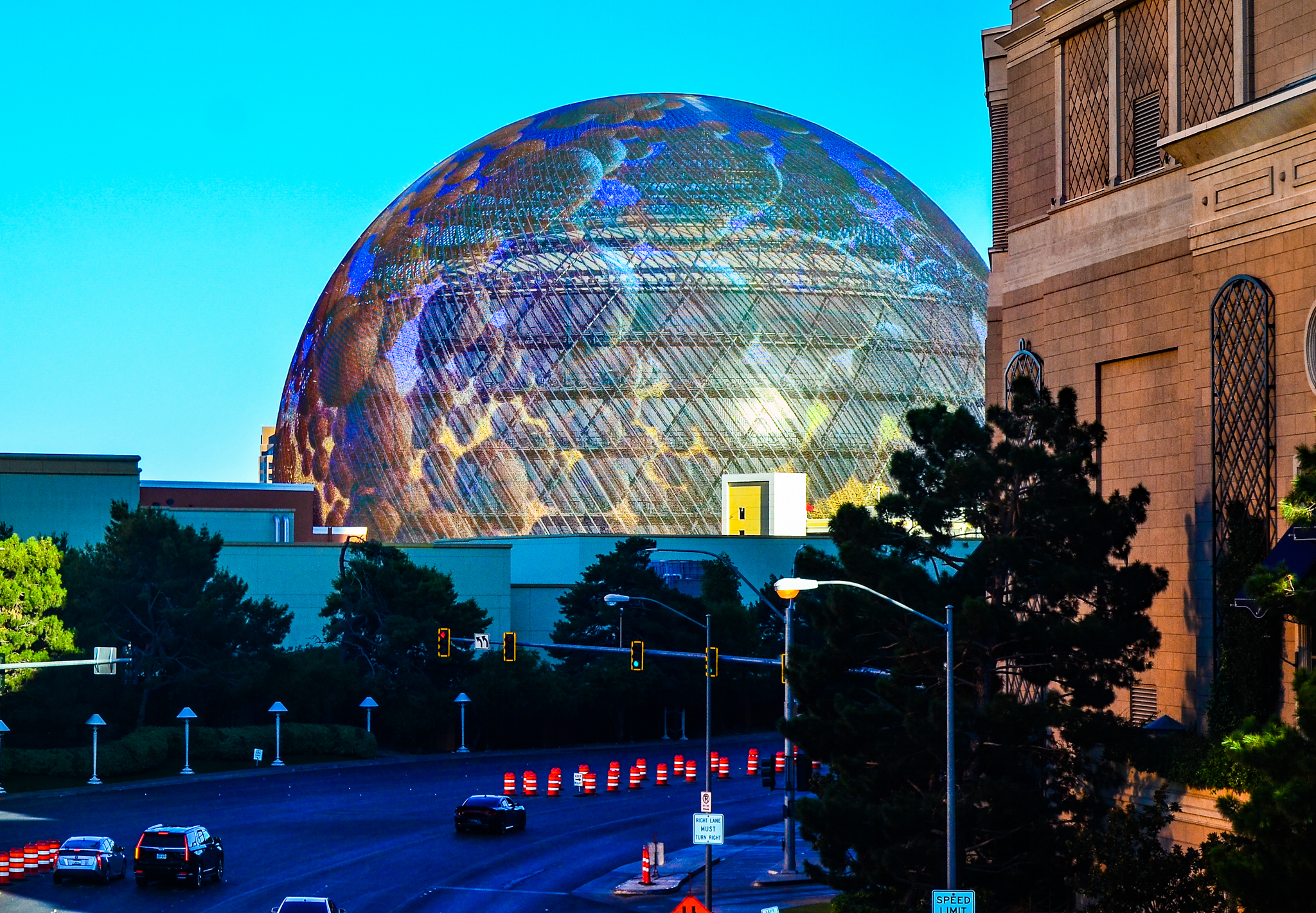
Краєвид Парадайзу зі Сферою

Споруда має форму сфери, частково зануреної в землю. Висота складає 112 м, ширина у найширшому місці — 157 м. Це найбільша сферична будівля у світі, її площа складає 81 300 м2. Всередині містить дев'ять поверхів з 18 600 сидінь, які охоплюють приблизно дві третини інтер'єру, тоді як сцена займає решту. Очікується, що Сфера прийматиме різноманітні заходи, включаючи концерти, спортивні заходи та інші живі розваги.
Внутрішня частина Сфери оснащена світлодіодним екраном із роздільною здатністю 16K, площею 15 тис. м2. Це найбільший світлодіодний екран у світі з такою роздільною здатністю. Екстер'єр складають світлодіодні дисплеї загальною площею 54 тис. м2 , для створення яких використано світлодіодні панелі, розташовані на відстані близько 20 см одна від одної. Кожна складається з 48 окремих світлодіодів, здатних відображати 256 млн кольорів.
Як внутрішні, так і зовнішні екрани були виготовлені канадською компанією SACO Technologies, що спеціалізується на світлодіодних відеодисплеях та освітленні.
Також є унікальна аудіосистема зі 164 тис. динаміків, яка може вибірково надсилати звук у певні місця приміщення, лишаючи їх нечутними в інших місцях.
Пішохідний міст завдовжки 300 м з'єднає Сферу з виставковим залом, а також планується побудувати нову станцію монорельсової дороги в Лас-Вегасі, щоб обслуговувати Сферу.

## Історія

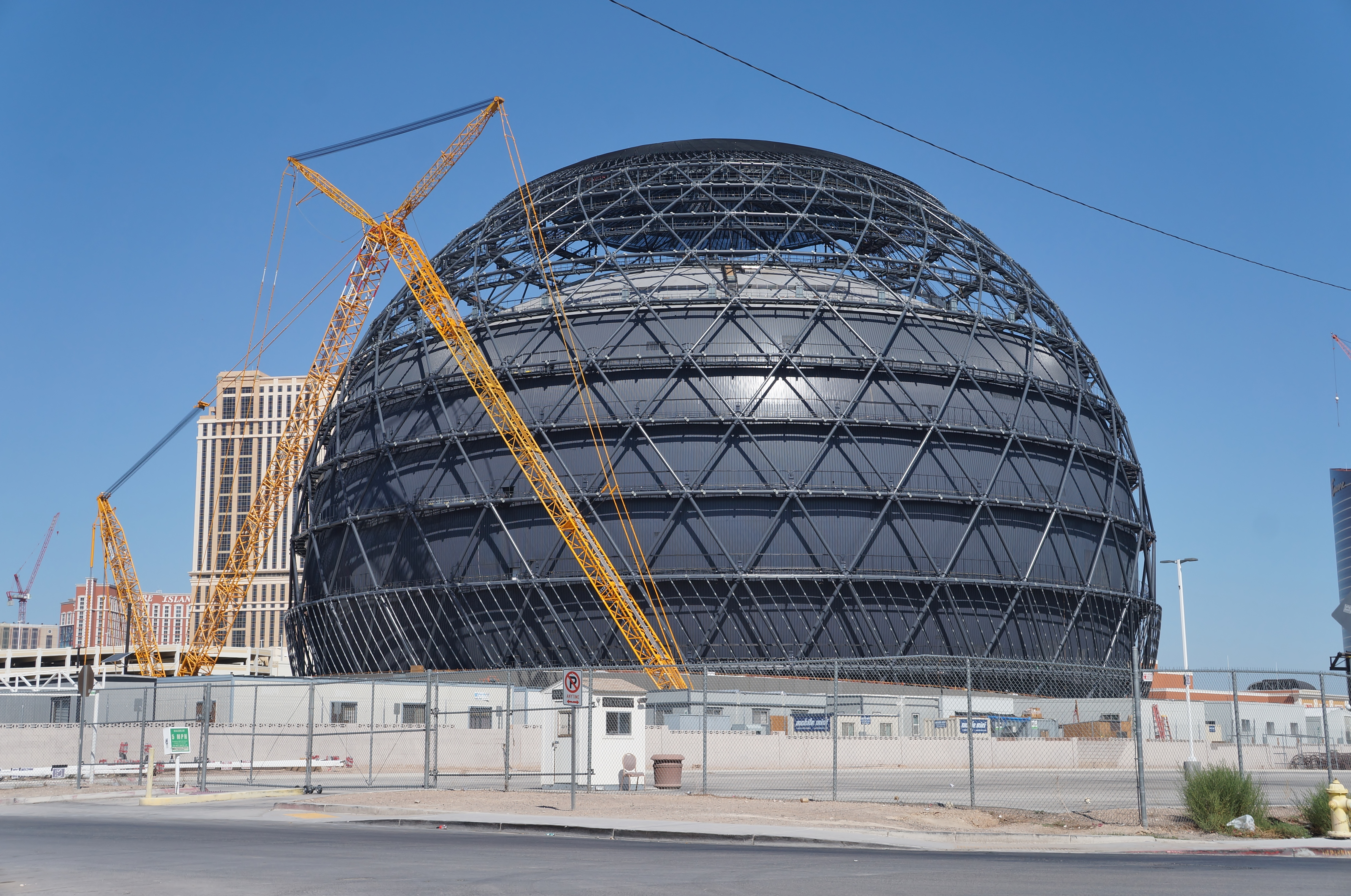
Будівництво Сфери, вересень 2022 р.

Про проєкт, відомий спершу як MSG Sphere, було оголошено в лютому 2018 року. Спочатку це був партнерський проєкт між Madison Square Garden Company (MSG) і Las Vegas Sands Corporation. Корпорація Las Vegas Sands надала для нього ділянку площею 7,3 га. Apollo Global Management придбала Венеційський курорт у 2022 році та стала новим партнером MSG у проєкті Сфери, замінивши Las Vegas Sands. Ділянка опинилася у власності Vici Properties.
Проєкт Сфери був розроблений компанією Populous, а її інтер'єр включав найбільший у світі світлодіодний екран. MSG спочатку оцінювала вартість проєкту в 1,2 млрд доларів США. У лютому 2020 року компанія заявила, що вартість зросла до 1,66 млрд доларів в результаті змін дизайну. Зрештою вона перевищила 2 млрд доларів через глобальну кризу ланцюга постачання у 2021—2023 роках та сплеск інфляції у 2021—2022 роках. З кінцевою очікуваною вартістю 2,3 мільярда доларів, це був найдорожчий розважальний заклад в історії Лас-Вегаса, дорожчий за «Елліджент-стедіум» за 1,9 млрд доларів.
Церемонія закладення каменю відбулася 27 вересня 2018 року. У листопаді 2018 року повідомлялося, що MSG Sphere буде побудовано разом з новими барами, приватними апартаментами, музеєм і торговими приміщеннями. Фірма AECOM розпочала земельні роботи в лютому 2019 року. Приблизно 84 тис. м3 землі та каліше було викопано для підготовки місця для будівництва.
До жовтня 2019 року завершилося будівництво підвалу завглибшки 6,4 м і площею 7400 м2, а також першого поверха Сфери. У лютому 2020 року на північно-східній стороні майданчика було встановлено четвертий за величиною кран у світі, гусеничний Demag CC-8800 для підйому важких будівельних матеріалів, перевезений через Атлантичний океан із Зебрюгге, Бельгія, до Порт-Г'юнеме, Каліфорнія. В березні 2020 року будівництво досягло найширшої точки сфери, діаметром 157 м, розташованої на шостому поверсі за 33 м над землею.
Відкриття споруди було заплановано на 2021 рік. Однак 31 березня 2020 року MSG оголосила, що будівництво буде призупинено через пандемію COVID-19. З причини пандемії в рамках проєкту стався збій у ланцюжку постачання, що завадило будівництву. В серпні 2020 року MSG Entertainment оголосила про відновлення будівництва, а відкриття було перенесено на 2023 рік. Протягом наступних 15 місяців будівництво буде зосереджено на бетонних конструкціях, після чого було зведено сталеві частини, а потім баневий дах.
У грудні 2020 року MSG перейшла на роль генерального підрядника, хоча AECOM продовжила надавати підтримку. В лютому 2021 року було встановлено сталеве стопорне кільце масою 170 тонн, зібране з окремих частин, що стало найважчим вантажем за все будівництво.

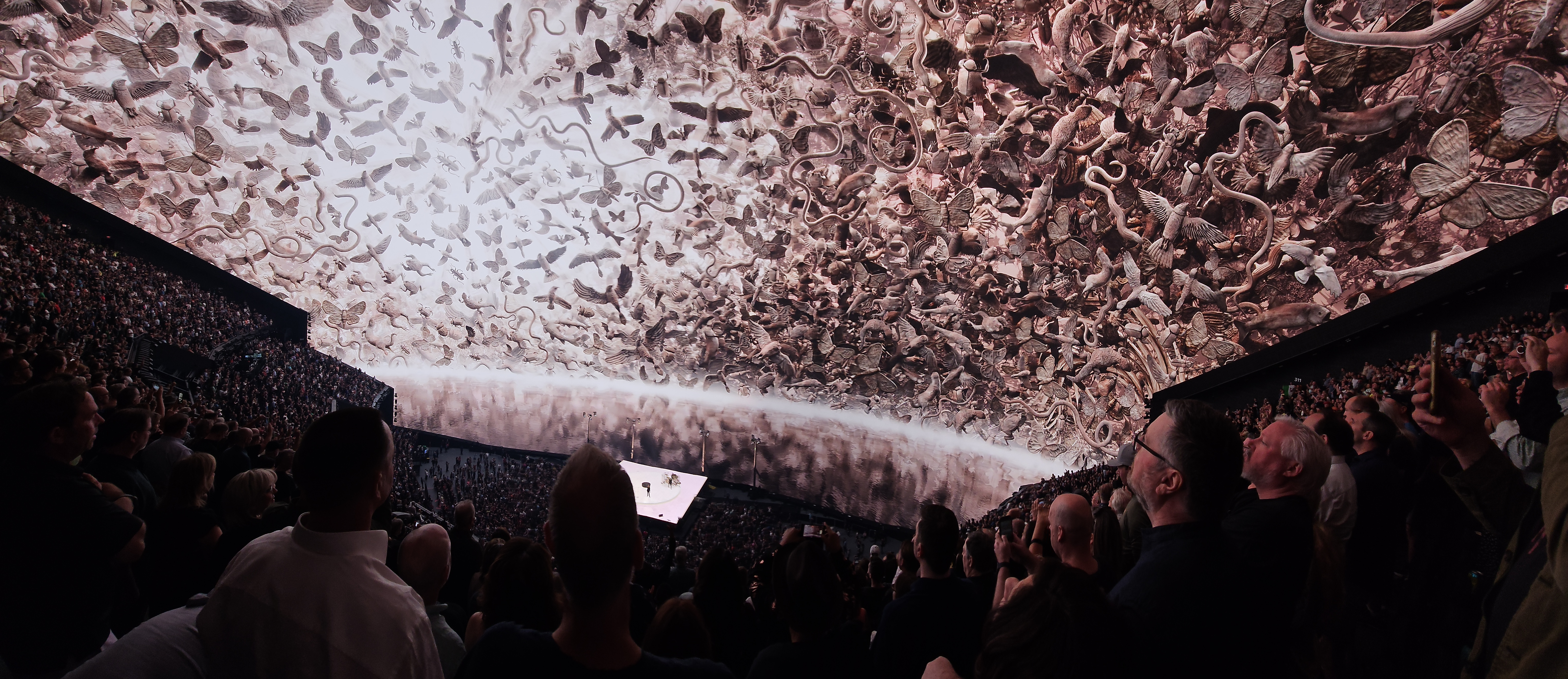
Інтер'єр Сфери під час виступу гурту «U2»

Купол був закритий 18 червня 2021 року, і тоді вже тривала робота над екзосферою, на якій повинні були встановлюватися світлодіодні панелі. Найвища точка екзосфери розташована на 30 % вище за купол. Роботи над внутрішнім оздобленням Сфери почалися в серпні 2021 року. Після завершення будівництва сталевого каркаса даху його було покрито шаром бетону завтовшки 25 см і масою 10 тис. тонн. Покрівлю було завершено в жовтні 2021 року. Потім роботи зосередилися на 730-тонній сталевій внутрішній рамі, яка підтримуватиме світлодіодні екрани та аудіосистему. Робота над внутрішнім каркасом тривала до 2022 року.
Паралельно в Бербанку, Каліфорнія, у 2021 році спорудили вчетверо меншу сферу заввишки 30 м для випробувань відео. Її будівництво розпочалося в травні 2021 року, але в листопаді обшивку порвав ураган. У травні 2022 року також відкрилася студія Sphere Studios (спочатку під назвою MSG Sphere Studios), що займається виробництвом і постпродакшном відео для Сфери та інших сферичних екранів. Sphere Studios володіє меншою ареною в Бербанку, де у 2023 відбувалися тестування відео для Сфери в Парадайзі.
Зовнішні дисплеї Сфери вперше були випробувані 4 липня 2023 року під час святкування Дня Незалежності США. Назва споруди, «Сфера на Венеційському курорті» (Sphere at the Venetian Resort) була представлена у 2023 році. Її зал відкрився 29 вересня 2023 року, а гурт «U2» став першим виконавцем у Сфері. Це також був перший живий виступ гурту з 2019 року після пандемії. MSG планує щороку проводити 4-6 заходів у Сфері.

## Галерея

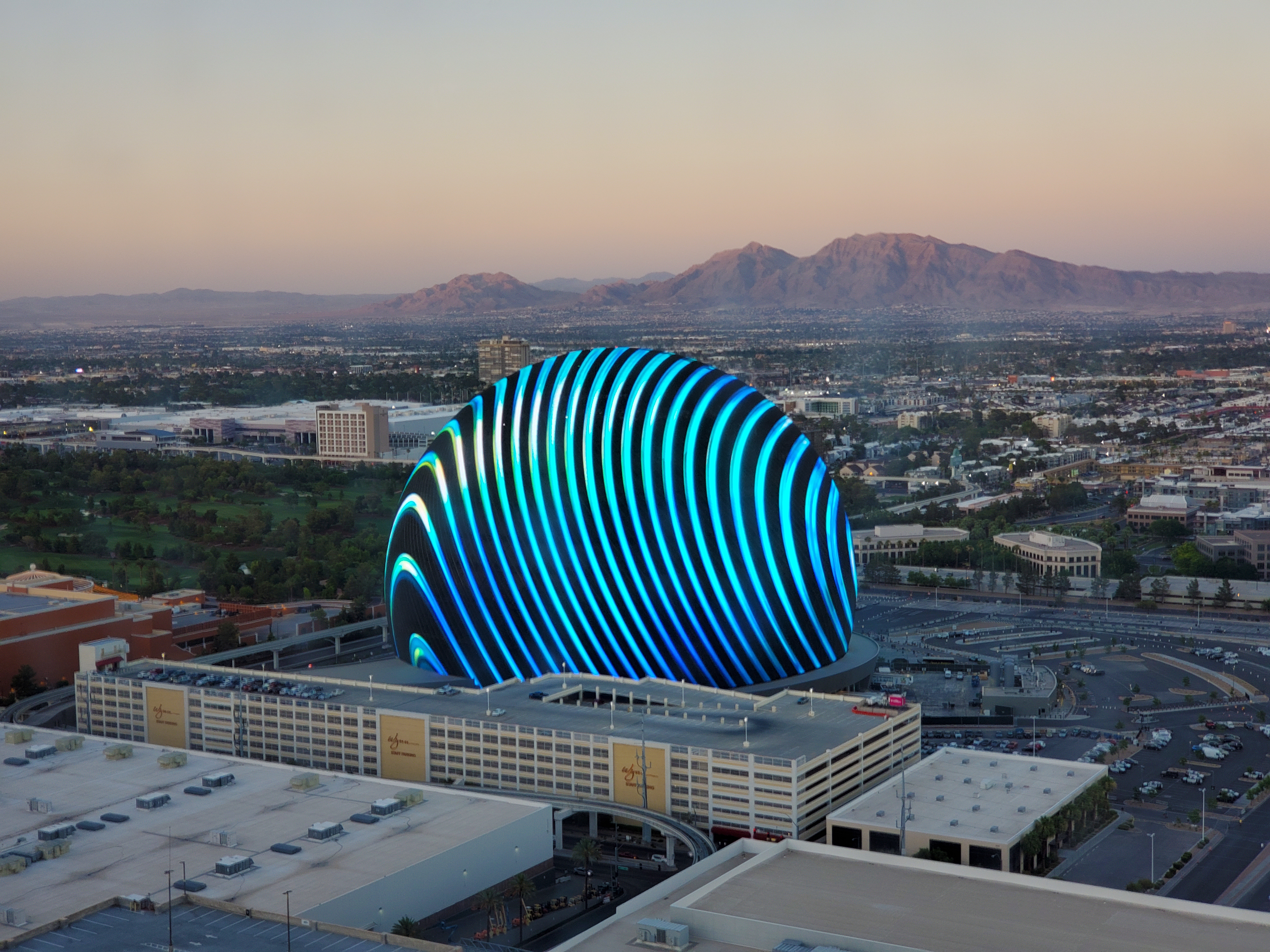
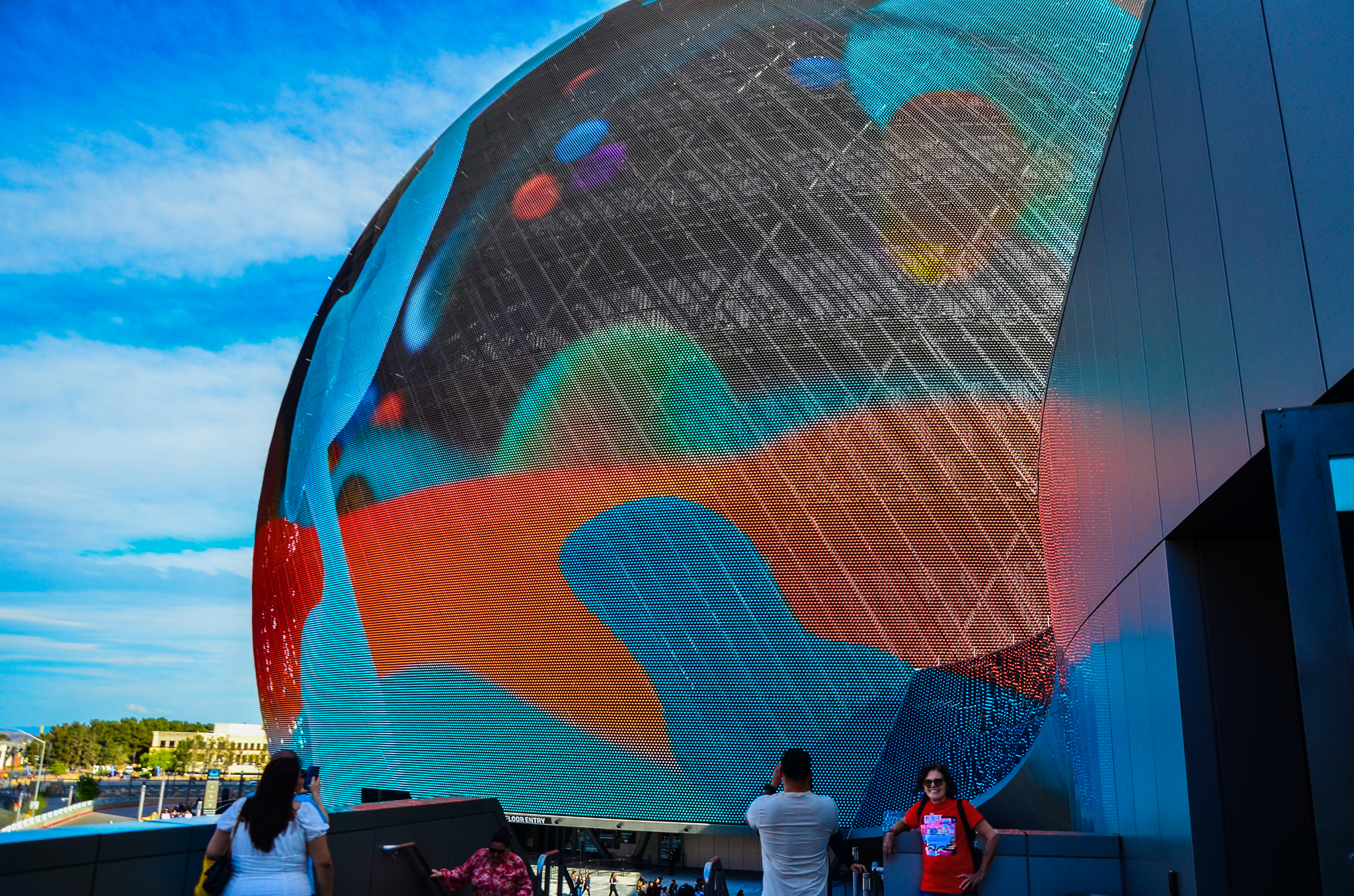
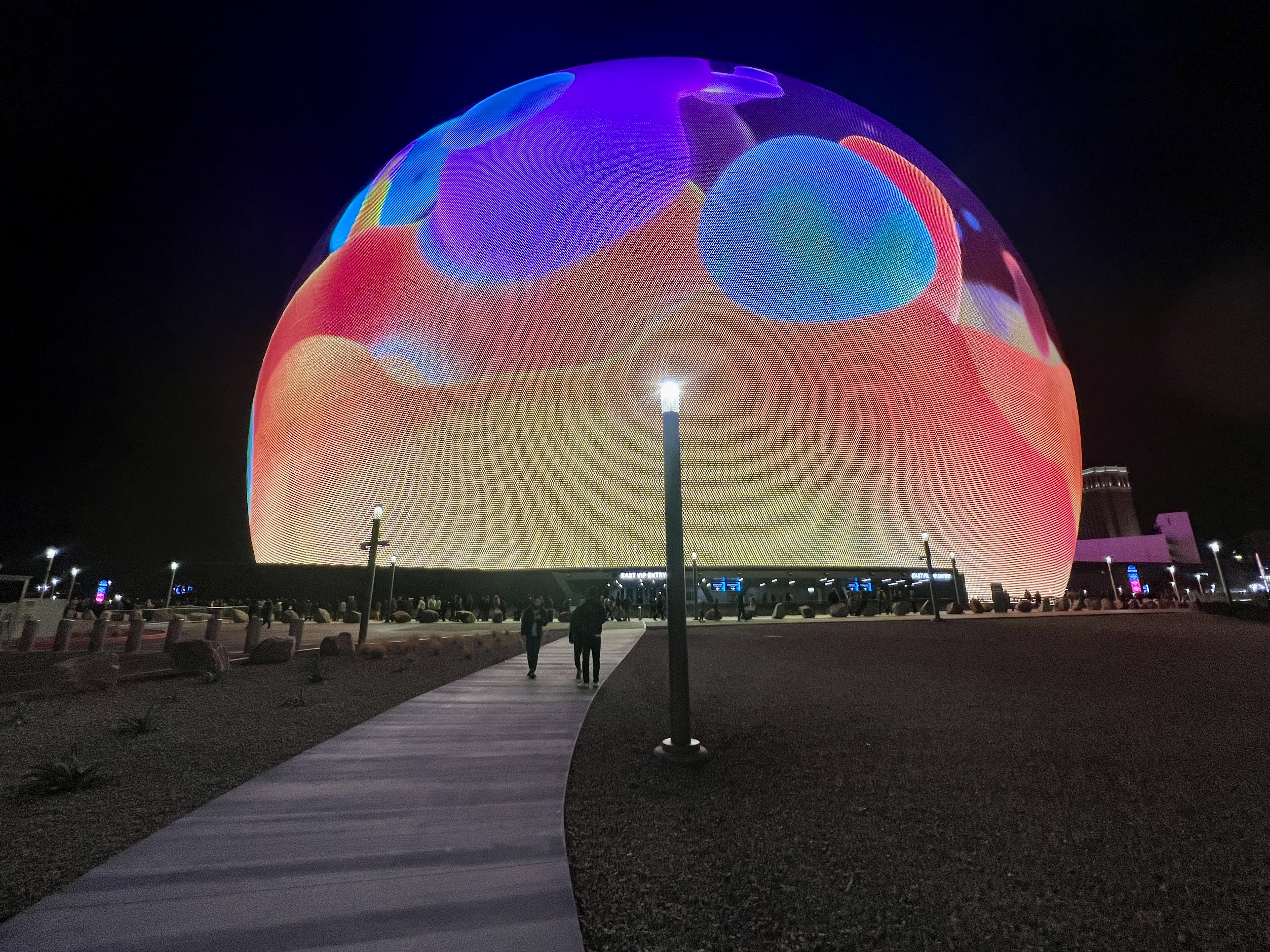
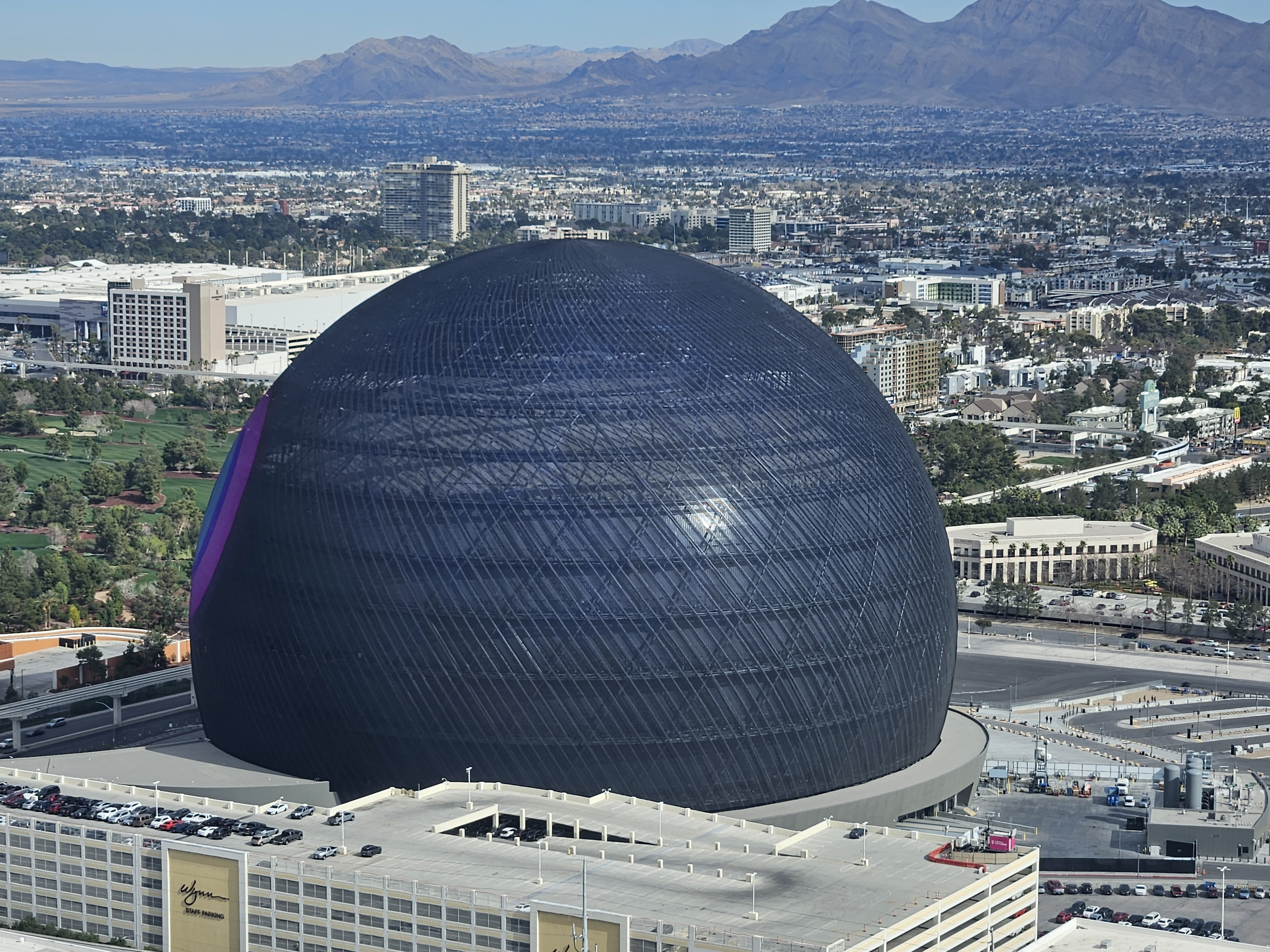
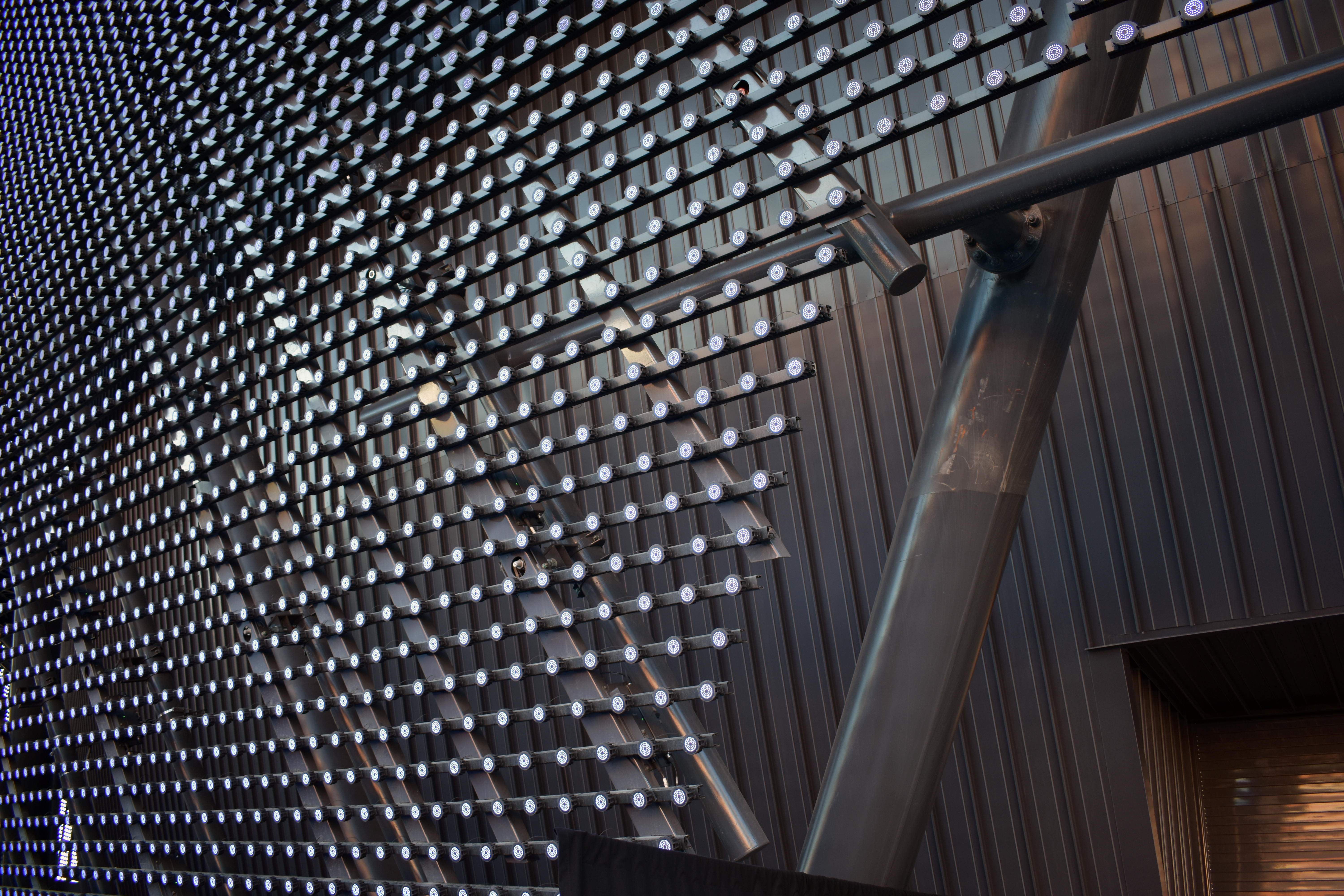
Світлодіодний екран зблизька
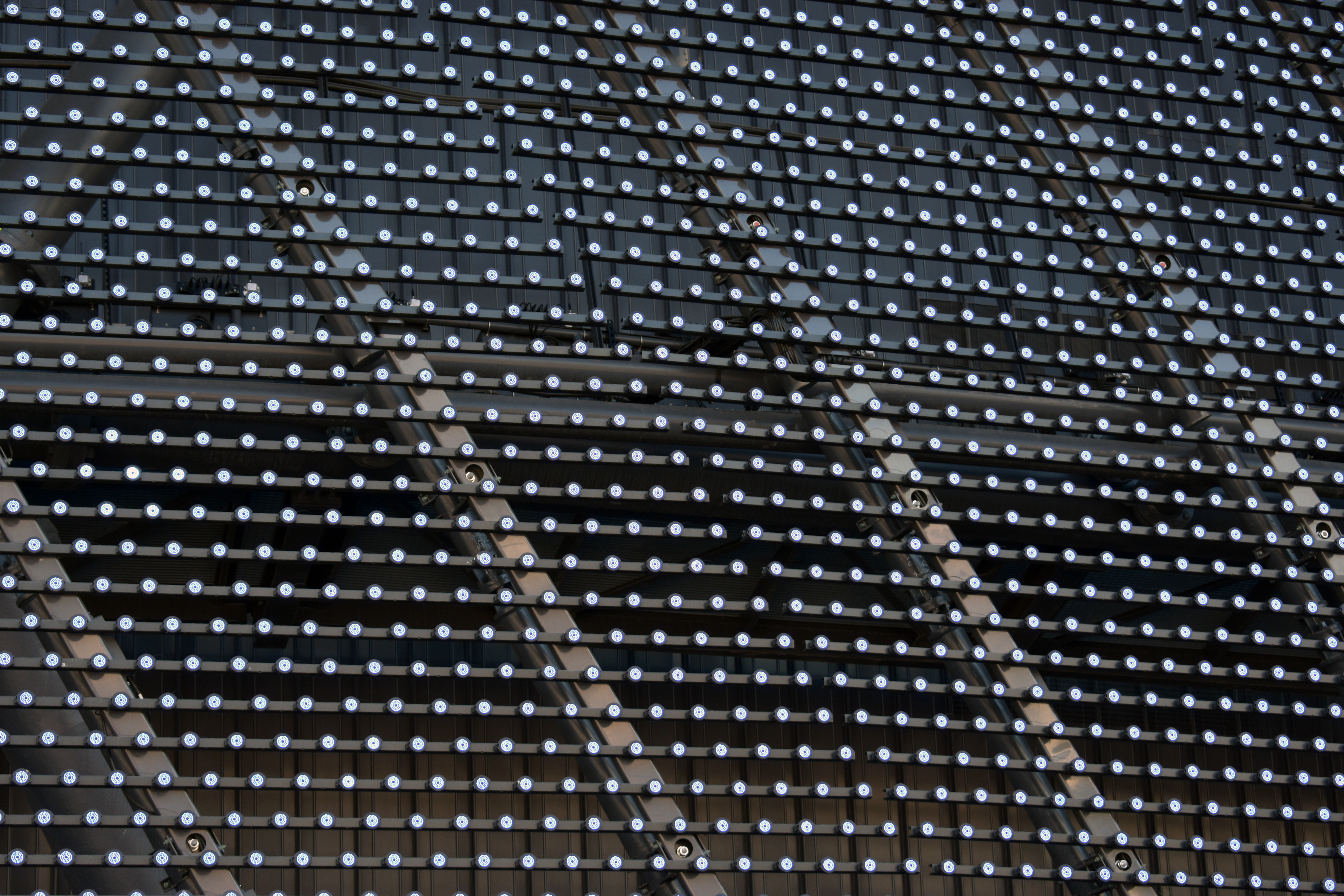
Поверхня Сфери
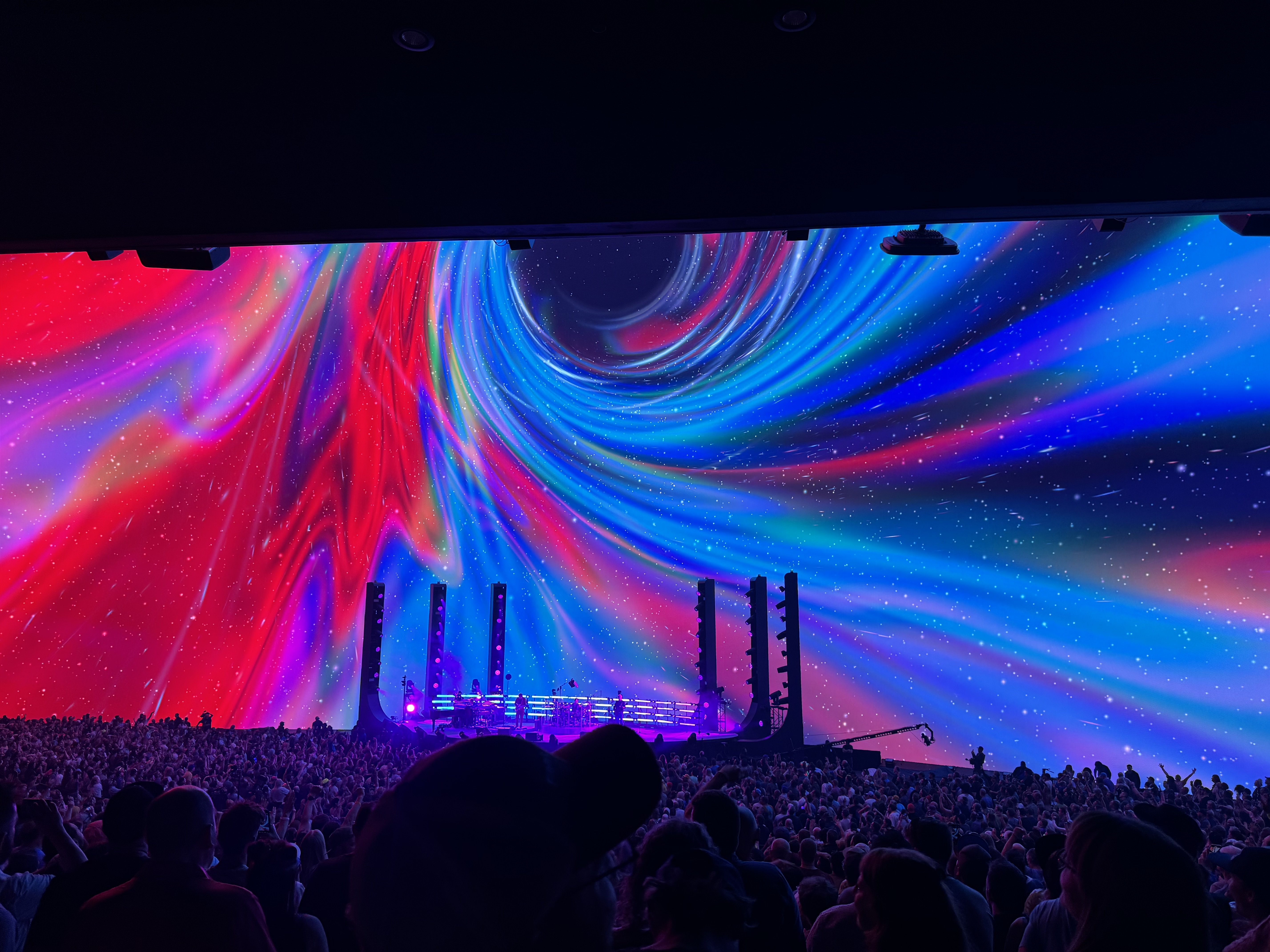
Інтер'єр
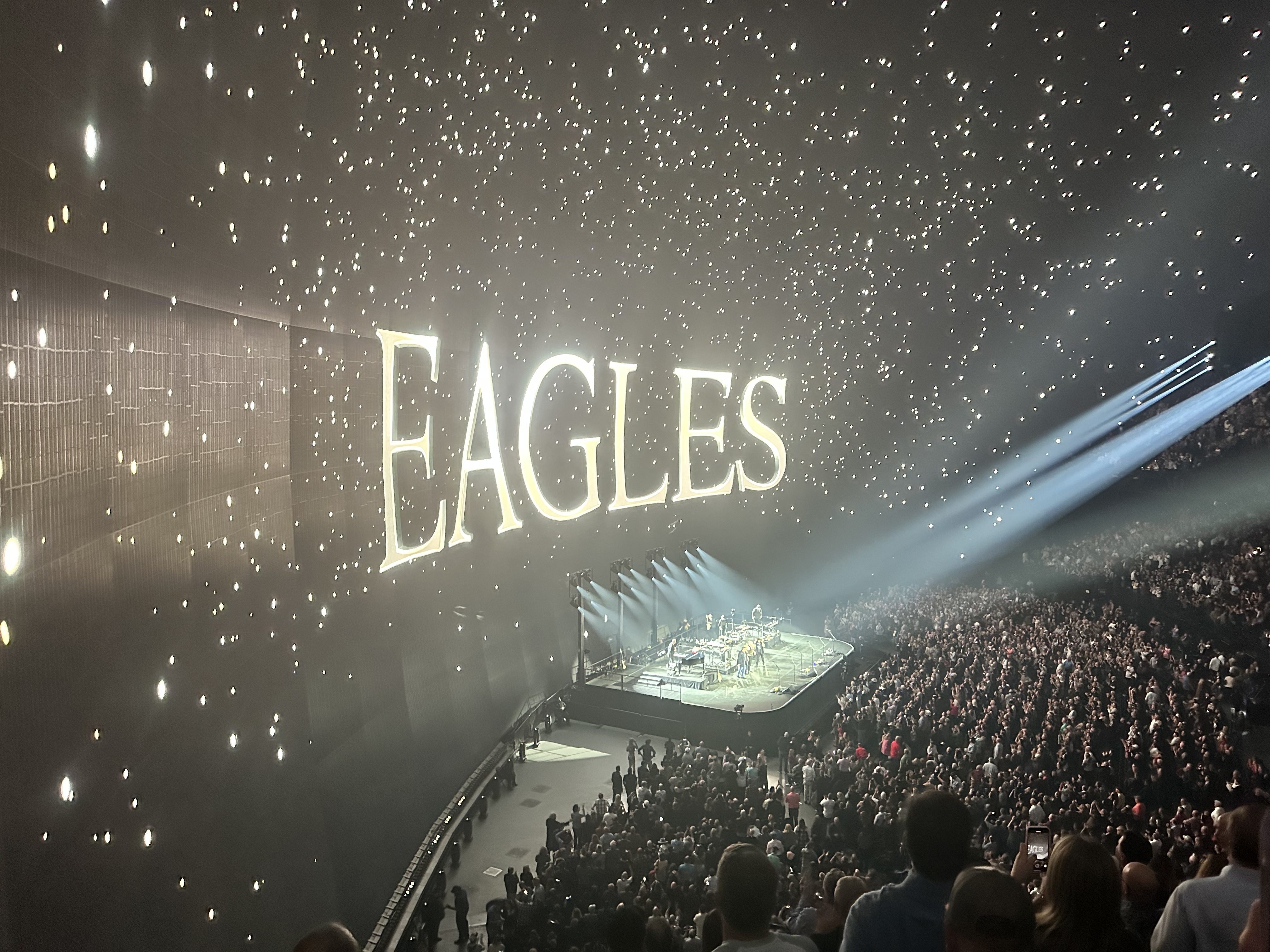
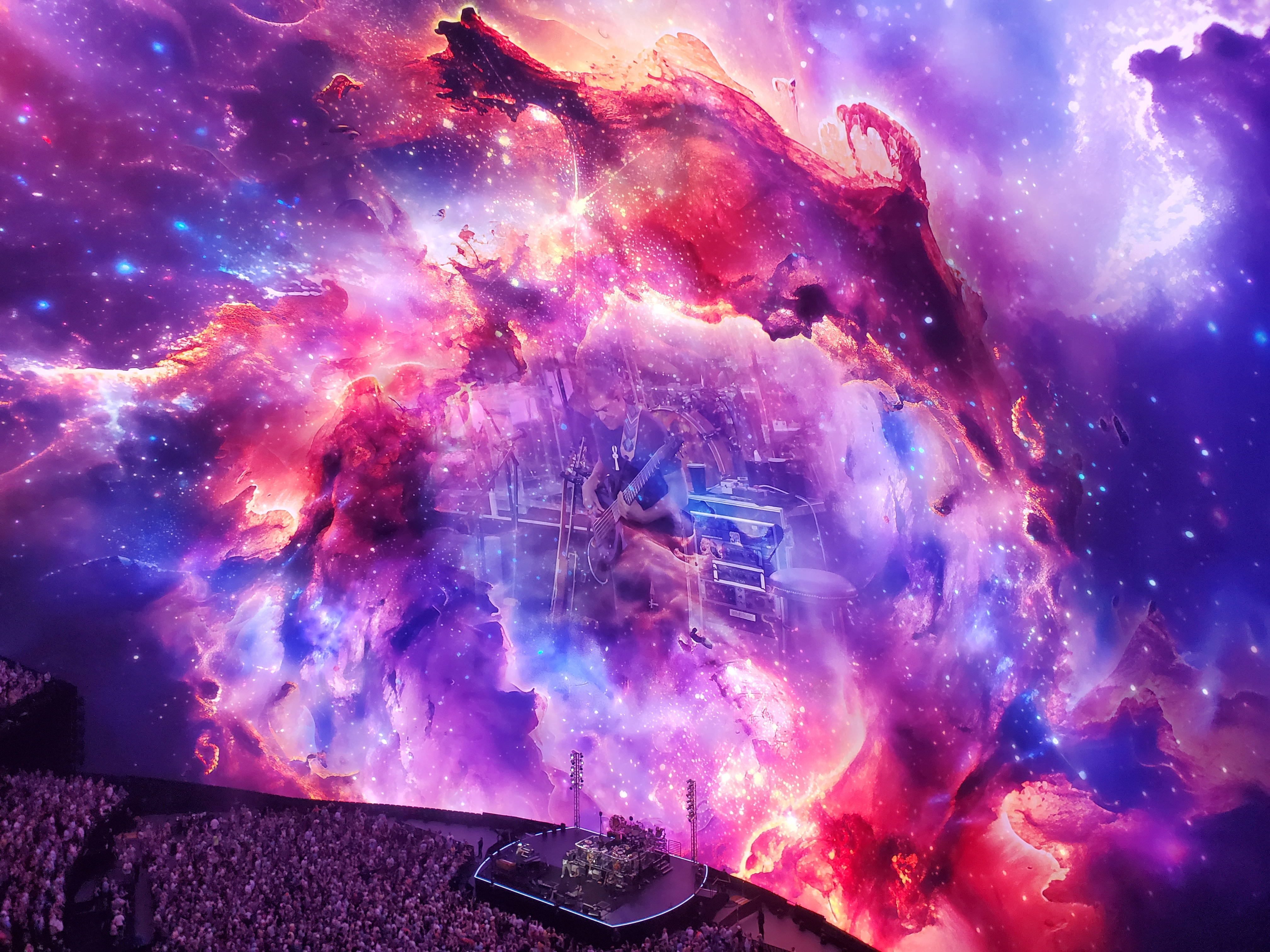